# Морозовск (аэродром)
Морозовск — действующий военный аэродром в Ростовской области, расположенный в 3 км юго-западнее города Морозовска. 
На аэродроме базируется 559-й гвардейский бомбардировочный авиационный полк (в/ч 75392 Министерства обороны Российской Федерации).
На аэродроме дислоцированы  фронтовые бомбардировщики Су-24, Су-24М, с 2014 года Су-34.

## История

### Во времяВторой мировой войны
В начале 1940-х годов на аэродроме размещался один из истребительных авиационных полков ВВС СССР, входивших в систему ПВО Сталинграда.
С продвижением немецких войск на Сталинградском направлении истребительные авиационные полки с аэродромов Морозовск и Котельниковский были перебазированы на ближние подступы — на аэродромы Гумрак и пос. Тракторный. 
Морозовск был оккупирован 15 июля 1942 года. Затем аэродром использовала люфтваффе для поддержки наступления вермахта на Сталинград. Авиационная часть подчинялась в оперативном плане 4-му воздушному флоту. 
В период Сталинградской битвы аэродром подвергся бомбардировкам 3-го авиаполка дальнего действия: «Материальную часть самолетов и летное поле на аэродроме Морозовский бомбардировали семь Ли-2... Бомбардированием вызвано два крупных и пять мелких очагов пожара и два взрыва большой силы. После возникновения пожара на северной окраине аэродрома про-должительное время были сильные взрывы. Предположительно взорван склад боеприпасов.»

### Мирный период
В 1980-е годы аэродром принадлежал Качинскому высшему военному авиационному училищу лётчиков (КВВАУЛ). На аэродроме базировался 122-й учебный авиационный полк на самолётах Л-29, затем Л-39.
С 22 марта 1993 года аэродром стал базой 559-го бомбардировочного авиационного полка, входившего в состав 1-й гвардейской смешанной авиадивизии 4-й гвардейской армии ВВС и ПВО. До этого авиаполк базировался в ГДР на аэродроме Финстервальде. В 1993 году на аэродром выведен 143-й бомбардировочный авиаполк с аэродрома Копитнари (Грузия). После вывод полк был расформирован, авиационная техника и часть летного состава вошли в состав 559-го бомбардировочного авиационного полка.
Позднее полк был переформирован в 6970-ю авиабазу, входящую в состав 7-й бригады ВКО.
В сентябре 2009 года на аэродром были перебазированы самолёты Су-24, входившие в состав ныне расформированного 959-го бомбардировочного авиаполка из города Ейск Краснодарского края. Тогда же на аэродром была перебазирована одна эскадрилья Су-24, входившая в состав ныне расформированного 722-го бомбардировочного авиаполка с аэродрома Смуравьёво Псковской области.
В 2011 году база преобразована в авиагруппу с подчинением Крымску.
В 2013 году авиагруппа преобразована в 559-й бомбардировочный авиационный полк. В 2013—2015 годах авиаполк получил 36 самолётов Су-34, которые на месте были сведены в три авиационные эскадрильи. Все самолёты были выпущены в 2013—2015 годах на Новосибирском авиационном заводе.

### Во времявторжения России на Украину
17 декабря 2023 года аэродром атакован украинскими дронами, минимум один Су-34 был повреждён.
5 апреля 2024 года была осуществлена массированная атака аэродрома ударными БПЛА.
В ночь с 13 на 14 июня 2024 года осуществлён повторный налёт ударных БПЛА на аэродром.
В ночь со 2 на 3 августа 2024 года так же был произведен массированный налет ударных БПЛА, в результате которого был взорван склад авиационных боеприпасов и уничтожен один истребитель-бомбардировщик Су-34.